# Fusarium venenatum
Fusarium venenatum är en svampart som beskrevs av Nirenberg 1995. Fusarium venenatum ingår i släktet Fusarium och familjen Nectriaceae.   Inga underarter finns listade i Catalogue of Life.
Mycel från svampen används för att framställa Quorn.